# I Muppet nell'isola del tesoro
I Muppet nell'isola del tesoro (Muppet Treasure Island) è un film del 1996 diretto da Brian Henson.
Oltre ai ruoli interpretati dagli attori umani, sono presenti nel film alcuni dei Muppet, i pupazzi del Muppet Show.
Il film è un'interpretazione fantastica del romanzo L'isola del tesoro di Robert Louis Stevenson, nei cui ruoli da protagonista, Long John Silver e Jim Hawkins, si trovano gli attori britannici Tim Curry e Kevin Bishop.
Si tratta del secondo film interpretato dai Muppet tratto da un testo della letteratura inglese, dopo Festa in casa Muppet tratto dal Canto di Natale di Charles Dickens.

## Trama
Nell'Inghilterra del XVIII secolo, un giovane ragazzo di nome Jim Hawkins sogna di vivere grandi avventure come suo padre, ma invece per vivere è costretto a fare lo sguattero in una locanda insieme a Gonzo e Rizzo. Quando però Billy Bones, un vecchio marinaio cliente della locanda, prima di morire gli consegna una mappa del tesoro del capitano Flint, Jim decide di partire all'avventura come suo padre, accompagnato anche da Gonzo e Rizzo. Egli dunque si imbarca sulla nave Hispaniola alla ricerca del tesoro con un equipaggio assai strano, reclutato dal figlio di Mastro Trelawney (Fozzie). Nell'equipaggio Jim stringerà un'amicizia particolare con Long John Silver, il cuoco di bordo: egli è un uomo senza una gamba, dal quale Billy Bones aveva detto di guardarsi, in quanto molto pericoloso. Ormai in prossimità dell'isola del tesoro, giorni di viaggio, Gonzo, Rizzo e Jim sono testimoni di come Long John sobilli gli altri marinai ad ammutinarsi al capitano Smollet (Kermit la rana) per impossessarsi della mappa del tesoro. Il capitano e gli altri ufficiali, messi in guardia, cercano di prevenirli, ma Long John fa prigioniero Jim attraverso una trappola e si impossessa della nave e della mappa. Long John e gli ammutinati si incamminano alla ricerca del tesoro, ma trovano i forzieri vuoti: infatti ne è entrata in possesso Benjamina Gunn (Miss Piggy), abbandonata sull'isola anni prima e soprannominata Boom Shakalaka da una tribù indigena di cinghiali, che ne hanno fatto la loro regina. Ella si rifiuta sia di consegnare il tesoro a Long John sia di liberare il capitano, in quanto era stata la sua fidanzata in passato. Dunque Long John prende il tesoro con la forza e imprigiona Benjamina e Smollet insieme, che poi ritroveranno il loro amore. Intanto Jim riesce a tornare sulla nave grazie a Samuel Freccia, fatto salire con l'inganno da Long John su una scialuppa con la quale approda sull'isola, e a riprenderne il comando; parte quindi all'arrembaggio per salvare il capitano e il resto dell'equipaggio. Long John Silver, abbandonato dai suoi uomini, è messo alle strette e si arrende; tuttavia, riesce a evadere dalla cella in cui è stato rinchiuso sulla nave, prende il tesoro e si imbarca su una scialuppa. Jim lo scopre ma lo lascia andare; tuttavia la scialuppa fa presto naufragio. L'equipaggio dell'Hispaniola si dirige infine verso nuove avventure.

## Personaggi
Nel ruolo dei personaggi della storia sono stati scelti i seguenti Muppet:
- Kermit la rana: Capitano Smollet, capitano dell'Hispaniola.
- Gonzo: mozzo, amico di Jim Hawkins.
- Rizzo il Ratto: mozzo, amico di Jim Hawkins.
- Miss Piggy: Benjamina Gunn, la vecchia fiamma di Smollet.
- Sam l'aquila: Samuel Freccia, il primo ufficiale.
- Fozzie: Mastro Trelawney, il fornitore dell'Hispaniola.
- Dott. Bunsen Honeydew e Beaker: Dr. Livesey e Alanbicco, il medico e il suo assistente.
- Statler e Waldorf: le due polene dell'Hispaniola.

## Produzione
Le location del film sono le Isole Bermuda, e altre isole del Golfo del Messico.

## Distribuzione
Negli Stati Uniti è uscito il 16 febbraio 1996. In Italia, invece, è uscito il 29 agosto dello stesso anno.

### Edizione italiana
La direzione del doppiaggio e i dialoghi italiani sono a cura di Marco Mete, con l'assistenza di Maria Rita Amari, per conto della SEFIT-CDC. La sonorizzazione, invece, venne effettuata negli stabilimenti SEFIT di Via dei Villini (Roma).